# Hawassa
Hawassa (ou Awassa ou Awasa, en amharique : አዋሳ) est une ville d'Éthiopie située sur les bords du lac Awasa dans la vallée du Grand Rift sur la route reliant Addis-Abeba et Nairobi au Kenya. Elle est la capitale de la région Sidama.
La ville regroupe plusieurs établissements d'enseignement tels que le Collège Adventiste Awasa et l'université Hawassa qui comprend un département agriculture et sciences de la santé. La ville abrite également un aéroport. La pêche est la principale industrie locale.

## Histoire
Hawassa était la capitale de l'ancienne province de Sidamo jusqu'à la réforme constitutionnelle de 1995 qui en fait la capitale de la région des nations, nationalités et peuples du Sud.
En septembre 1994, 194 membres du Mouvement de libération du Sidama furent arrêtés et emprisonnés à Awasa. Le chef de file du mouvement, Woldeamanuel Dubale, avait fui en Grande-Bretagne après un attentat manqué en 1992.
Le 31 mai 2002, le journal Addis Tribune rapportait que, courant mars 2002, les forces de sécurité gouvernementales à Hawasa avaient tué 38 fermiers qui tentaient de manifester contre la décision du gouvernement de ne plus faire d'Hawasa la capitale de la zone administrative Sidama et de la transformer en ville région, comme Dire Dawa. Trois mille manifestants Sidamas, le groupe ethnique qui contrôlait jusqu'ici la capitale régionale, sont sorties dans les rues mais la police déclara la manifestation illégale et ouvrit le feu[réf. souhaitée]. Le gouvernement régional a récemment[Quand ?] décidé de transférer le centre administratif vers la ville d'Aleta Wendo.[Information douteuse]
Le référendum de 2019 sur la création d'une région Sidama approuve la régionalisation à une écrasante majorité et Hawassa devient la capitale de la région Sidama à sa création en 2020.
Hawassa reste cependant également le siège du gouvernement régional de la région des nations, nationalités et peuples du Sud jusqu'à la disparition de cette région en 2023.

## Galerie

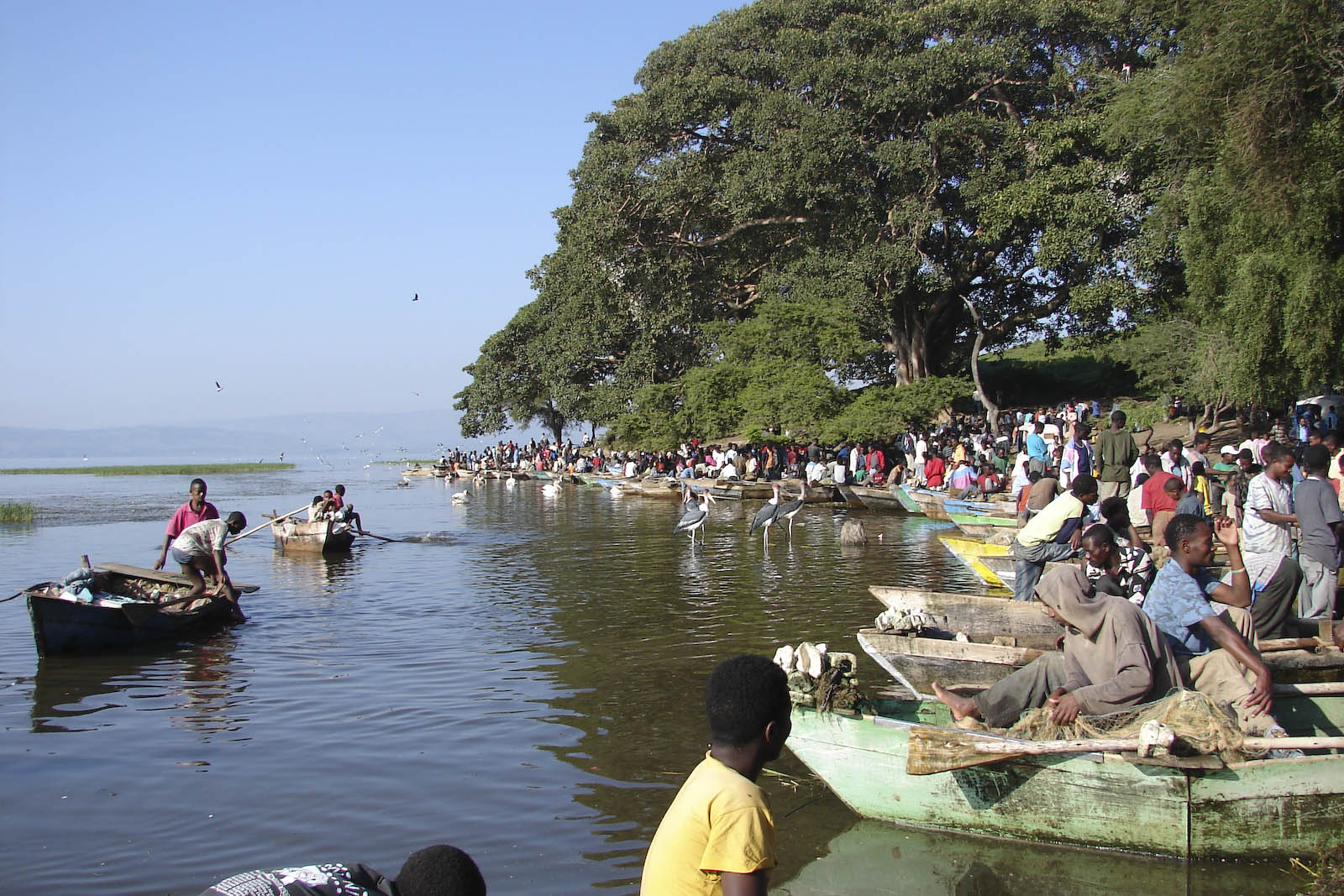
Marché au poisson.
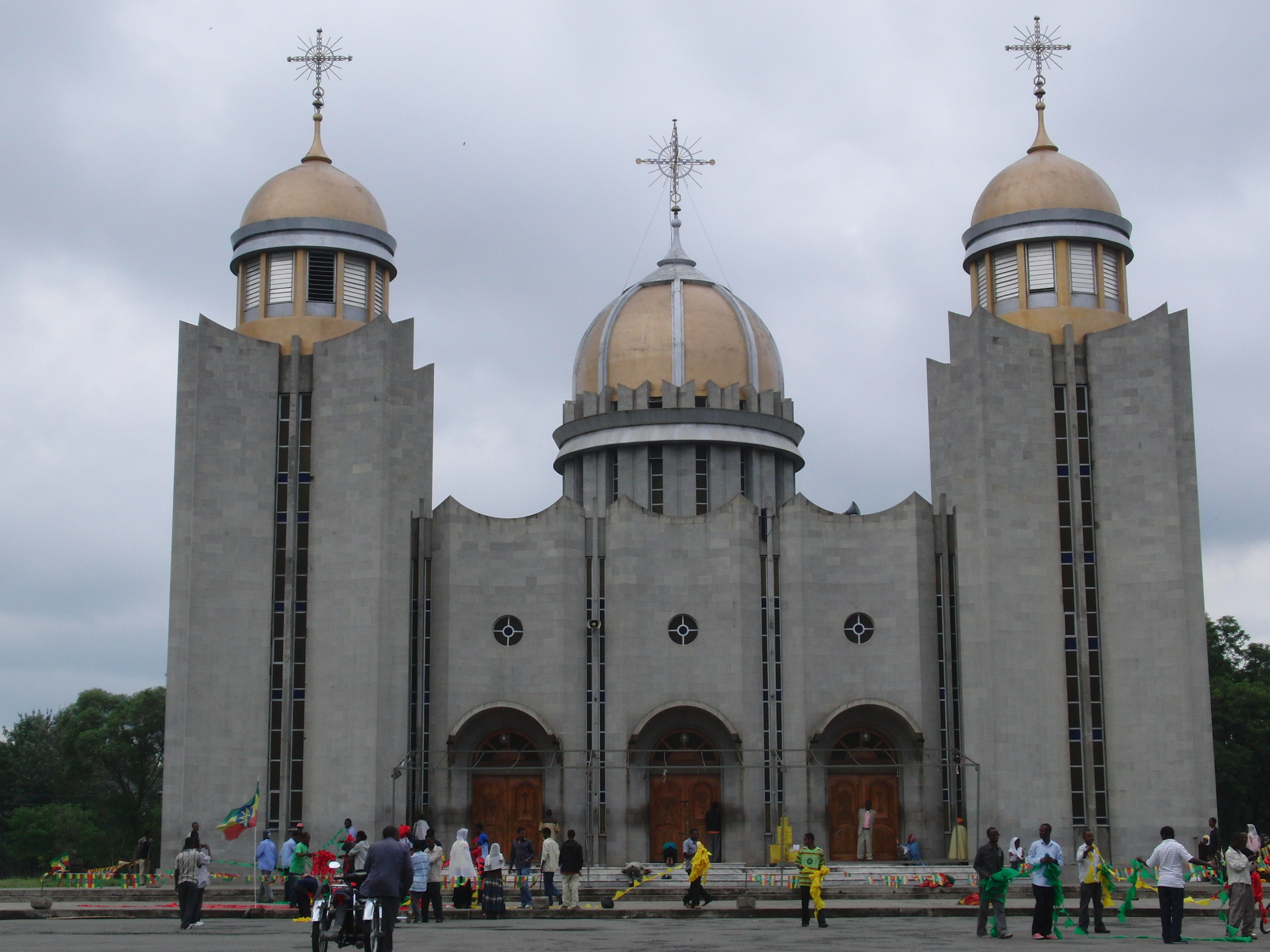
Eglise Saint-Gabriel.
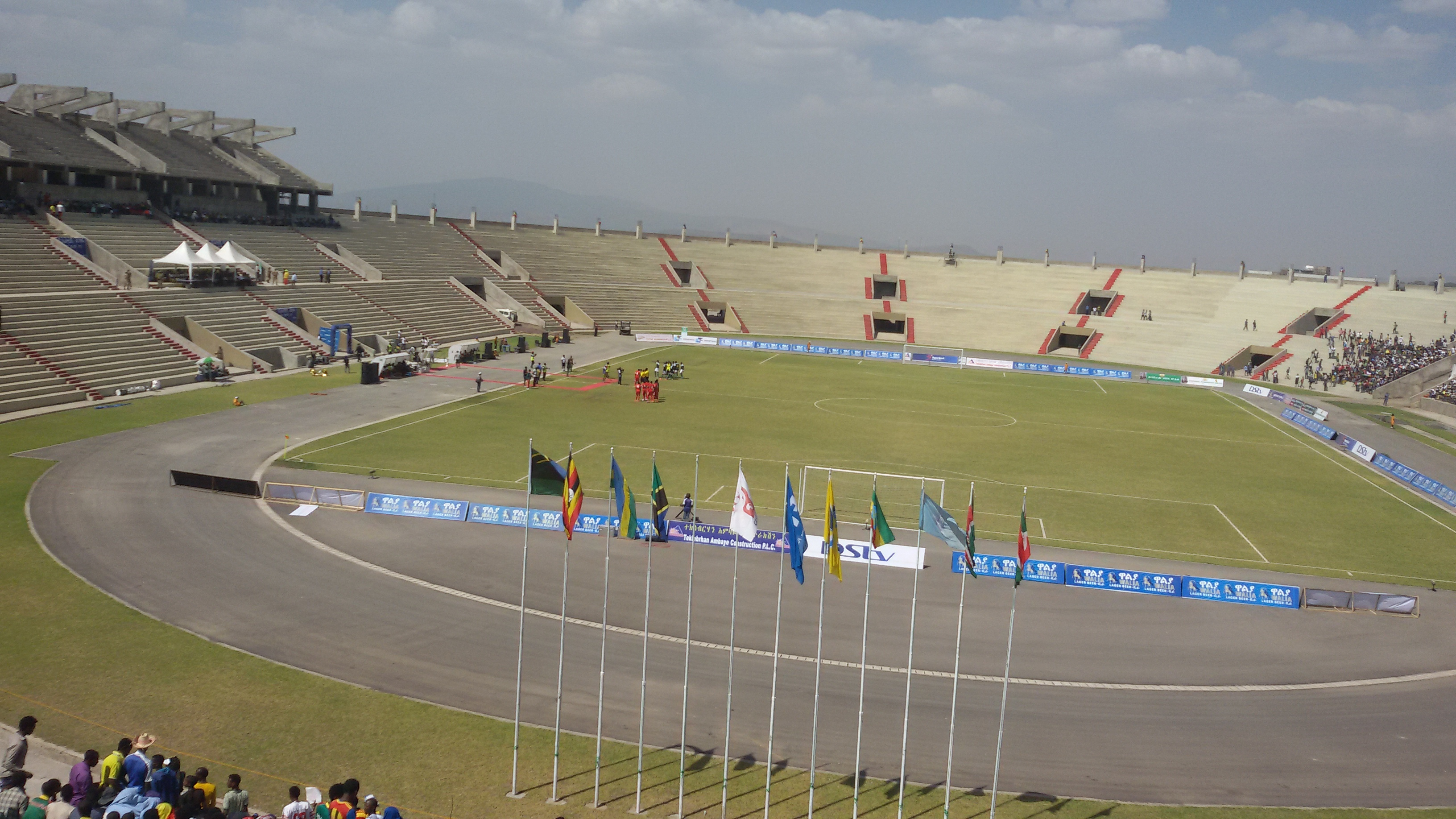
Stade.
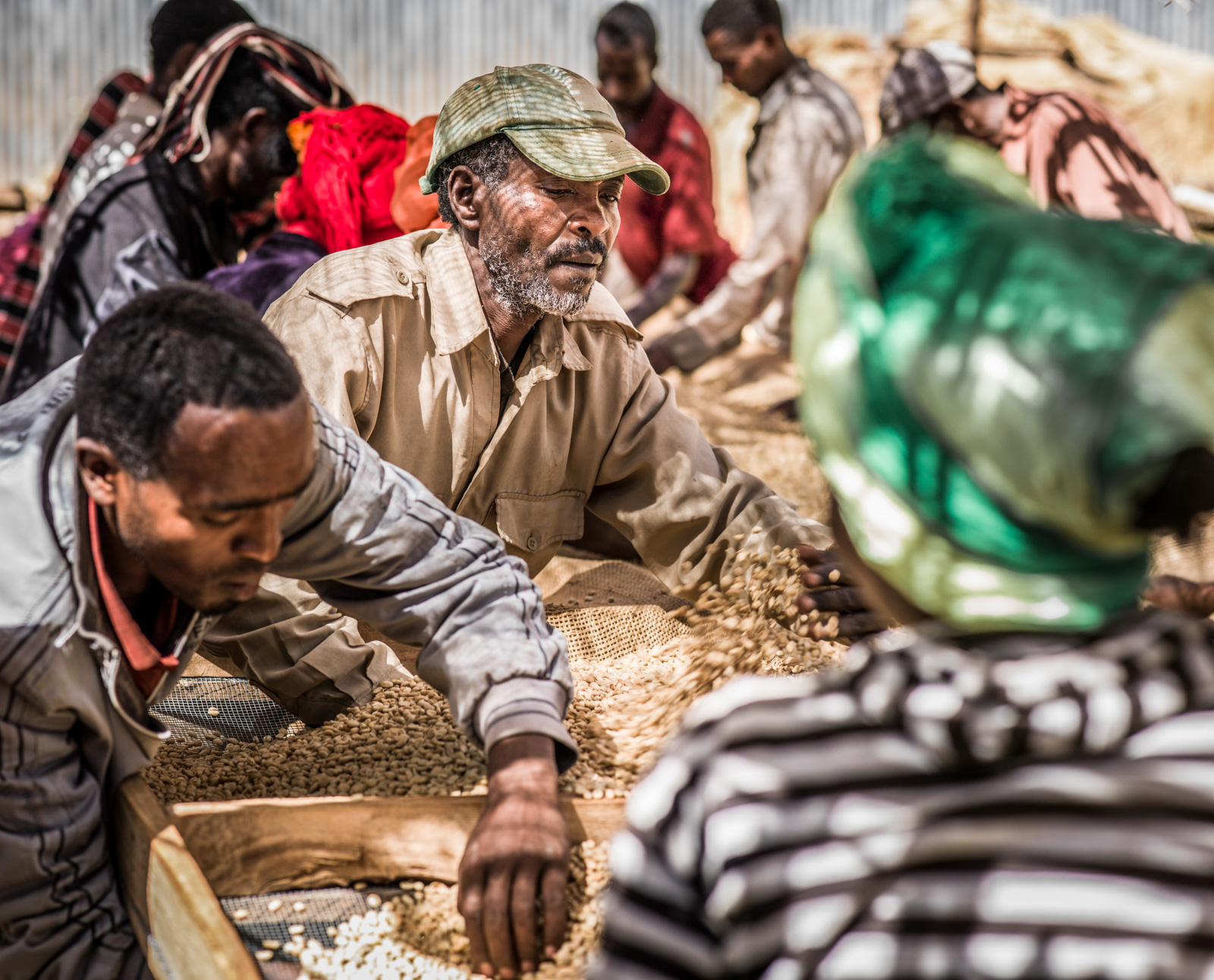
Tri de café.
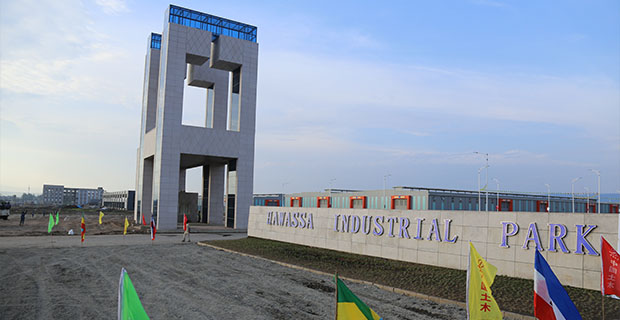
Zone industrielle de Hawassa.